# Ocotea thinicola
Ocotea thinicola är en lagerväxtart som beskrevs av Van der Werff & P.L.R.Moraes. Ocotea thinicola ingår i släktet Ocotea och familjen lagerväxter. Inga underarter finns listade i Catalogue of Life.